# Космос-2086
Космос-2086 је један од преко 2400 совјетских вјештачких сателита лансираних у оквиру програма Космос.
Космос-2086 је лансиран са космодрома Плесецк, СССР, 20. јула 1990. Ракета-носач Сојуз је поставила сателит у орбиту око планете Земље. Маса сателита при лансирању је износила 6300 килограма. Космос-2086 је био војни сателит за фотографску картографију.